# Aquí no hay quien viva

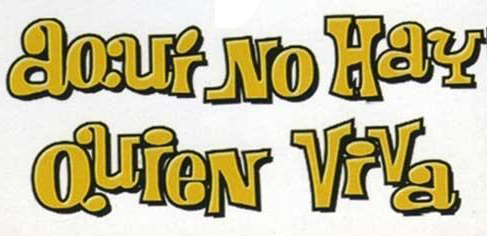
Logotipo da série espanhola Aquí no hay quien viva

Aquí no hay quien viva é uma série de televisão espanhola de ficção baseada em humor, transmitida pela Antena 3 desde 7 de setembro de 2003 até 6 de julho de 2006. Narra a vida de uma determinada comunidade de vizinhos do "Desengaño 21", de três andares, dois domicílios por piso, um sótão, uma portaria e um local contíguo. A série foi criada por Alberto e Laura Caballero, sobrinhos de José Luis Moreno, produtor da série.
Os críticos afirmaram que o motivo do seu sucesso se concentra por ser uma série coral, onde os diversos personagens dividem um protagonismo quase igual e um roteiro muito bem trabalhado. Sua trilha sonora, e contribuiu muito para criar a personalidade e o estilo da série, foi composta e interpretada a capella pelo grupo Vocal Factory.
A série esteve em horário nobre durante cinco temporadas na grade de programação da Antena 3. Foi retirada definitivamente da programação em julho de 2006, depois de 90 episódios, como uma das séries mais exitosas da história, chegando a obter 40% das pessoas assistindo-a e como a série mais assistida da década. Atualmente é transmitido pelo telecinco La que se avecina, sua adaptação, con grande parte da equipe de atores, escritores, produtores e técnicos de Aquí no hay quien viva.

## História
A série foi apresentada em 5 de setembro de 2003 e dias depois começou a ser transmitida, embora de princípio fosse para cobrir o intervalo de tempo que mais tarde foi ocupado por séries de sucesso. Apesar das poucas esperanças postas na série, motivo pela qual ser apenas promovida no início, se tornando a série mais assistida do canal. Mas devido o buzz marketing do público foi pouco a pouco conseguindo mais sucesso, o que provocou que a serie triunfasse na Espanha durante 5 temporadas e recebendo numerosos prêmios e nomeações. A primeira temporada de princípio iria ter quatorze episódios, mas foram estendidos para dezessete devido ao grande aumento da audiência que a série estava tendo.
A série foi encerrada porque a Telecinco comprou os 15% da produtora por 11 milhões de euros, que mais tarde informou que esta operação levava processo longo pois José Luis Moreno demorou tentando ir para a Antena 3. Apesar de todas as tentativas de estender a série, e a Miramon Mendi e Antena 3 sendo capazes de retomar, a produtora não tinha mais os direitos, e a emissora não tinha o mesmo elenco e equipe. Então, a Telecinco criou sua adaptação, La que se avecina, com Atocha 20 como título provisório. Esta série, que está no ar atualmente, conta com grande parte do elenco de Aquí no hay quien viva e com a mesmo equipe técnica de sua predecessora. 
Atualmente é transmitida diariamente pelo canal digital Antena.Neox (competindo com sua adaptação nacional La que se avecina, que é transmitida pela Factoría de Ficción), com esse último batendo os recordes do canal, superando as emissoras nacionais lideres como La 2, La Sexta e La 1. Também é transmitida na videolocadora da plataforma ONO, donde además hay otros programas del canal como Manos a la obra u Homo Zapping.11